# Klosterwiese bei Neuhaus
Die Klosterwiese bei Neuhaus ist ein ca. 0,36 Hektar großes Biotop und ein geschützter Landschaftsbestandteil im unterfränkischen Landkreis Haßberge. Die sich im Biotop befindende Pfeifengraswiese gehört zu den wenigen intakten im nördlichen Steigerwald.

## Geographische Lage
Das Biotop liegt im südlichen Teil des Landkreises Haßberge, ausschließlich im Naturraum Steigerwald, der mit wenigen Ausnahmen deckungsgleich mit dem Naturpark Steigerwald ist. Das Schutzgebiet befindet sich vollständig im FFH-Gebiet „Buchenwälder und Wiesentäler des Nordsteigerwalds“. Die nächstgelegene Ortschaft ist Knetzgau. Östlich des Gebietes liegt der Naturwald Knetzberge-Böhlgrund. Dieses Gebiet ist eine von zwei verbliebenen Pfeifengraswiesen im nördlichen Steigerwald. Die andere befindet sich in der Nähe des Oesbachs, welcher ein Zufluss der Rauhen Ebrach ist. 

## Zonierung & Schutzstatus
Das im Jahre 1989 ausgewiesene Schutzgebiet beinhaltet eine Teilfläche. Diese besteht zu 100 % aus Pfeifengraswiese. Dieses Gebiet ist ein Biotop und ein GLB (Geschützter Landschaftsbestandteil) und unterliegt somit einem rechtlichen Schutz. Im Jahre 2016 wurde Rahmen der Biotopkartierung die Fläche dem Lebensraumtyp 7230 zugeordnet.

## Lebensraumtyp
In dem Gebiet kommt folgender Lebensraumtyp vor:
| Nummer | Name              | Größe in Hektar |
| ------ | ----------------- | --------------- |
| 6410   | Pfeifengraswiesen | 00,36           |

## Bewertung
Im Rahmen der Erstellung des Managementplanes für das FFH-Gebiet Buchenwälder und Wiesentäler des Nordsteigerwalds wurde der Lebensraumtyp anhand folgender Kriterien bewertet:
| Bewertung          | Note |
| ------------------ | ---- |
| Habitatstrukturen  | B    |
| Arteninventar      | C    |
| Beeinträchtigungen | B    |
| Gesamtbewertung    | B    |

## Artnachweise
Laut Managementplan kommen in diesem Gebiet folgende Arten vor: Pfeifengras, Sibirische Schwertlilie, Gewöhnlicher Gilbweiderich, Blutwurz, Hirse-Segge, Heil-Ziest und Teufelsabbiss. In der Moorbodenkarte werden zusätzlich noch folgende Arten genannt.
| - Sumpf-Schafgarbe - Rotes-Straußgras - Kriechender Günsel - Busch-Windröschen - Hänge-Birke - Land-Reitgras - Besenheide - Wiesen-Segge - Sumpf-Kratzdistel - Maiglöckchen | - Wolliges Honiggras - Schönes Johanniskraut - Sibirische Schwertlilie - Flatter-Binse - Berg-Platterbse - Feld-Hainsimse - Kuckucks-Lichtnelke - Gewöhnlicher Gilbweiderich - Wiesen-Wachtelweizen - Borstgras | - Spitz-Wegerich - Zitter-Pappel - Blutstillendes Fingerkraut - Trauben-Eiche - Ohr-Weide - Grau-Weide - Großer Wiesenknopf - Gras-Sternmiere - Große-Sternmiere - Gewöhnlicher Teufelsabbiss |